# Istanbul-Halbmarathon
Der Istanbul-Halbmarathon (offizieller Name: Vodafone İstanbul Yarı Maratonu) ist ein Halbmarathon, der seit 2014 in Istanbul in der Türkei stattfindet.

## Statistik

### Streckenrekorde
- Männer: 59:15 min, Rodgers Kwemoi (KEN), 2022
- Frauen: 1:04:02 h, Ruth Chepngetich  (KEN), 2021 (zugleich Weltrekord)

### Siegerliste
| Datum         | Männer              | Nation    | Zeit (h) | Frauen               | Nation    | Zeit (h) |
| ------------- | ------------------- | --------- | -------- | -------------------- | --------- | -------- |
| 27. März 2022 | Rodgers Kwemoi      | Kenia     | 0:59:15  | Hellen Obiri         | Kenia     | 1:04:48  |
| 4. Apr. 2021  | Kibiwott Kandie     | Kenia     | 0:59:35  | Ruth Chepngetich -3- | Kenia     | 1:04:02  |
| 20. Sep. 2020 | Sezgin Ataç         | Türkei    | 1:03:16  | Fatma Demir          | Türkei    | 1:13:17  |
| 7. Apr. 2019  | Benard Ngeno        | Kenia     | 0:59:56  | Ruth Chepngetich -2- | Kenia     | 1:05:30  |
| 8. Apr. 2018  | Amedework Walelegn  | Äthiopien | 0:59:50  | Ababel Yeshaneh      | Äthiopien | 1:06:22  |
| 30. Apr. 2017 | Ismail Juma         | Tansania  | 1:00:09  | Ruth Chepngetich     | Kenia     | 1:06:19  |
| 24. Apr. 2016 | Ali Kaya            | Türkei    | 1:00:16  | Violah Jepchumba     | Kenia     | 1:08:17  |
| 26. Apr. 2015 | Evans Kiplagat      | Kenia     | 1:00:13  | Gladys Cherono       | Kenia     | 1:06:38  |
| 27. Apr. 2014 | Fetene Alemu Regasa | Äthiopien | 1:05:20  | Bahar Doğan          | Türkei    | 1:16:33  |